# 鎶的同位素
鎶的同位素

## 圖表
| 符號   | Z        | N        | 同位素質量（u） | 半衰期                      | 衰變 方式 | 衰變 產物 | 原子核 自旋 |
| 符號   | 激發能量 | 激發能量 | 激發能量        | 半衰期                      | 衰變 方式 | 衰變 產物 | 原子核 自旋 |
| ------ | -------- | -------- | --------------- | --------------------------- | --------- | --------- | ----------- |
| 277Cn  | 112      | 165      | 277.16364(15)#  | 1.1(7) ms [0.69(+69−24) ms] | α         | 273Ds     | 3/2+#       |
| 281Cn  | 112      | 169      | 281.16975(42)#  | 130 ms                      | α         | 277Ds     | 3/2+#       |
| 282Cn  | 112      | 170      | 282.1705(7)#    | 0.8 ms                      | SF        | (various) | 0+          |
| 283Cn  | 112      | 171      | 283.17327(65)#  | 4 s                         | α (90%)   | 279Ds     |             |
| 283Cn  | 112      | 171      | 283.17327(65)#  | 4 s                         | SF (10%)  | (various) |             |
| 283mCn |          |          |                 | 5 min                       | SF        | (various) |             |
| 284Cn  | 112      | 172      | 284.17416(91)#  | 97 ms                       | SF        | (various) | 0+          |
| 285Cn  | 112      | 173      | 285.17712(60)#  | 29 s                        | α         | 281Ds     | 5/2+#       |
| 285mCn |          |          |                 | 8.9 min                     | α         | 281mDs    |             |

1. 1 2  畫上#號的數據代表沒有經過實驗的証明，僅為理論推測。
2. 1 2 3  用括號括起來的數據代表不確定性。
3. 1 2  這個同位素未被確認

## 核合成
諸如鎶等超重元素都是在粒子加速器中用離子轟擊輕元素，誘導核聚變反應而產生的。大部分鎶的同位素可用這種方式直接合成，但一些較重的則只發現於更重元素的衰變產物中。
核聚變反應根據所涉及的能量被分為“熱聚變”和“冷聚變”。在熱核聚變反應中，高能量的輕離子加速撞向質量高的目標體（多數用錒系元素），從而產生高激發能（約40至50 MeV）的複核，並可能釋放3至5個中子。在冷聚變反應中，產生的原子核激發能（約10至20 MeV）相對較低，這降低了發生裂變反應的概率。原子核冷卻到基態時，只釋放一個或兩個中子，因此產物的中子數可較高。此處所說的冷聚變反應有別於在室溫條件下發生的核聚變反應（見冷聚變）。

### 冷聚變
1996年重离子研究所首次進行合成鎶的冷核聚變反應，并報告檢測到兩個277Cn的衰變鏈。
{\displaystyle \,_{30}^{70}\mathrm {Zn} +\,_{82}^{208}\mathrm {Pb} \,\to \,_{112}^{277}\mathrm {Cn} +\;_{0}^{1}\mathrm {n} \;}
2000年，他們撤回了這項發現。在2000年重複進行的反應中，他們又合成了一個鎶原子。他們在2002年試圖測量1n激發能時，因70Zn束失敗而未能取得結果。日本理化學研究所於2004年證實了277Cn的發現。他們進一步發現了兩個277Cn原子，並確認了整個衰變鏈的衰變數據。
277Cn合成成功後，重离子研究所在1997年使用68Zn進行了反應，以研究同位旋（富含中子）對化學產量的影響。
{\displaystyle \,_{30}^{68}\mathrm {Zn} +\,_{82}^{208}\mathrm {Pb} \,\to \,_{112}^{275}\mathrm {Cn} +\;_{0}^{1}\mathrm {n} \;}
科學家發現，用62Ni和64Ni離子合成鐽同位素時能提高產量，因此開啟了這項實驗。由於沒有檢測到275Cn的衰變鏈，所以截面限制在1.2 pb。
1990年，一些初步跡象顯示，用能量為幾個GeV的質子照射鎢目標體後，形成了鎶的同位素。重离子研究所和耶路撒冷大學因此合作研究了下列反應。
{\displaystyle \,_{74}^{184}\mathrm {W} +\,_{38}^{88}\mathrm {Sr} \,\to \,_{112}^{271}\mathrm {Cn} +\;_{0}^{1}\mathrm {n} \;}
他們探測到一些自發裂變活動和12.5 MeV能量的α衰變，並將兩者的源頭指向輻射俘獲產物272Cn或1n蒸發殘留物271Cn。要證實這些結論，需要進行更多的研究。

### 熱聚變
1998年，俄羅斯杜布納Flerov核研究實驗室（FLNR）開始了一個研究項目：使用鈣-48核的熱聚變反應來合成超重元素。1998年3月，他們聲稱已經達到以下反應：
{\displaystyle \,_{92}^{238}\mathrm {U} +\,_{20}^{48}\mathrm {Ca} \,\to \,_{112}^{286-x}\mathrm {Cn} +\;_{0}^{x}\mathrm {n} \;} (x=3,4)
新合成的283Cn自發裂變成較輕的核素，半衰期約為5分鐘。
該產物的半衰期足夠長，所以科學家首次開始針對鎶進行化學氣態實驗。2000年，杜布納的Yuri Yukashev重復實驗，但未能證實任何半衰期為5分鐘的自發裂變。2001年重復的實驗中，自發裂變產生的八塊碎片積累於低溫部分，這表明鎶具有類似氡的屬性。不過，現在有些科學家高度懷疑這些結果的由來。為了確認鎶的合成，同一個團隊在2003年1月成功地重復了反應，證實了衰變模式和半衰期。他們還能夠計算出自發裂變活動質量的估值，約為285。這有助證實該同位素的發現。
美國勞倫斯伯克利國家實驗室團隊在2002年進行反應時無法檢測到任何自發裂變，計算的截面限制在1.6 pb。
2003至2004年，杜布納的團隊使用了「杜布納天然氣填充反沖分離器」（DGFRS）重復進行了反應。這一次，283Cn以9.53 MeV進行α衰變，半衰期約為4分鐘。研究人員也在4n通道中觀察到282Cn（釋放出4個中子）。
2003年，德國重離子研究所也參與尋找長度為5分鐘的自發裂變活動。和杜布納團隊的結果相似，他們也能夠在低溫部分探測到七塊自發裂變碎片。然而，這些自發裂變事件之間並無關聯，因此不是鎶原子核直接自發裂變產生的。這使科學家質疑鎶的化學特性是否真的和氡相似。在杜布納團隊公佈283Cn的不同衰變屬性後，重離子研究所團隊在2004年9月重復進行實驗。他們無法檢測到任何自發裂變事件，並計算出檢測一個事件的截面限制，約為1.6 pb。
2005年5月，重離子研究所進行了物理實驗，探測到單個283Cn原子進行了短半衰期的自發裂變，這意味著存在未知的自發裂變分支。然而，杜布納一開始已觀察到數次直接的自發裂變事件，但他們假定沒有探測到母核的α衰變。這些結果表明實際並不存在這個母核的α衰變事件。
2006年，保羅謝爾研究所和Flerov核研究實驗室聯合進行實驗，以研究鎶的化學性質。實驗證實了283Cn的新衰變數據。他們在287Fl的衰變產物中觀測到兩個283Cn原子。實驗表明，鎶具有12族典型的屬性，是化學性質不穩定的金屬。
重離子研究所的小組在2007年1月成功地重現了他們的物理實驗，並檢測到三個283Cn原子，終於確認了283Cn的確是經α衰變和自發裂變的。
長度為5分鐘的自發裂變活動至今尚待證實。它可能源自一種同核異構體：283bCn。其產量收到了具體生產方式的影響。
{\displaystyle \,_{92}^{233}\mathrm {U} +\,_{20}^{48}\mathrm {Ca} \,\to \,_{112}^{281-x}\mathrm {Cn} +\;_{0}^{x}\mathrm {n} \;}
Flerov核研究實驗室小組於2004年研究了這個反應。他們無法檢測到任何鎶原子，計算的截面限制為0.6 pb。該小組認為，這表明中子質量數會影響複核的蒸發殘渣的產量。

### 衰變產物
| 蒸發殘留            | 觀測到的鎶同位素 |
| ------------------- | ---------------- |
| 285Fl               | 281Cn            |
| 294Og, 290Lv, 286Fl | 282Cn            |
| 291Lv, 287Fl        | 283Cn            |
| 292Lv, 288Fl        | 284Cn            |
| 293Lv, 289Fl        | 285Cn            |

科學家也曾在鈇的衰變產物中觀察到鎶。鈇目前有五種已知的同位素，全都會經α衰變成為鎶原子，質量數介乎281至285。其中質量數281、284和285的鎶同位素迄今只出現在鈇的衰變產物中。鈇本身也是鉝或鿫的衰變產物。至今已知的其他元素都不會衰變成鎶。
例如，2006年5月，杜布納小組（聯合核研究所）確定282Cn是鿫的α衰變鏈的最終產物。該產物經過自發裂變成為較輕的核素。
{\displaystyle \,_{118}^{294}\mathrm {Og} \,\to \,_{116}^{290}\mathrm {Lv} +\;_{2}^{4}\mathrm {He} \;}
{\displaystyle \,_{116}^{290}\mathrm {Lv} \,\to \,_{114}^{286}\mathrm {Fl} +\;_{2}^{4}\mathrm {He} \;}
{\displaystyle \,_{114}^{286}\mathrm {Fl} \,\to \,_{112}^{282}\mathrm {Cn} +\;_{2}^{4}\mathrm {He} \;}
於1999年科學家聲稱合成了293Og，報告指出281Cn以10.68MeV能量進行α衰變，半衰期為0.9毫秒。報告在2001年遭撤回。281Cn終於在2010年被合成，其衰變特性不符合此前的數據。
| ←          | 同位素列表 | →          |
| 錀的同位素 | 鎶的同位素 | 鉨的同位素 |